# Чед Смит
Чед Гејлорд Смит (енгл. Chad Gaylord Smith; 25. октобар 1961) је амерички музичар. Од 1988. године је бубњар бенда Red Hot Chili Peppers. Члан је Куће славних рокенрола.
Сматра се једним од најбољих бубњара рокенрола. Спин Магазин га је у мају 2013 смјестио на десето мјесто листе 100 најбољих бубњара алтернативне музике. Читачи британског магазина Ритам су у јуну 2013. прогласили Чед Смита и Флија за четврти ритам дуо свих времена.

## Младост
Смит је рођен 25. октобра 1961. у  Сент Полу као треће дијете у породици. Већину свог дјетињства је провео у Блумфилд Хилсу гдје је 1980. године завршио средњу школу. Бубњеве је почео свирати са седам година. Одрастао је слушајући бендове као што су The Rolling Stones, Humble Pie, Pink Floyd, Black Sabbath, Led Zeppelin, Deep Purple, The Who, The Jimi Hendrix Experience и Kiss.
Његови најранији узори су бубњари Ian Paice, Mitch Mitchell, Bill Ward, Џон Бонам, Keith Moon, Stewart Copeland и Neil Peart . Своје прве године је провео у рок бендовима Pharroh и у мичигенским бенду Toby Redd. Larry Fratangelo је упознао Смита са R&B и фанк музиком и научио га како да свира фанк. Смит је изјавио: "До тада сам мислио да сам бубњар. Послије времена проведеног са Леријем сам постао музичар". Фанк бубњари David Garibaldi, Jabo Starks, Clyde Stubblefield и Greg Errico су заокупирали његову пажњу и извршили велики утицај на његов стил свирања.
Касније, Смит се сели у Калифорнију и тамо наставља своју музичку каријеру.

## Музичка каријера
Red Hot Chili Peppers је 1988. године тражио замјену за свог дотадашњег бубњара D.H.Peligra. Бенд је тада радио на свом четвртом студијском албуму. У то вријеме су ангажовали и новог гитаристу, Џон Фрушантеа. Смит је био један од задњих кандидата који се појавио на аудицији и испочетка није имао велике шансе за ангажовање пошто је изгледао више као неко ко слуша метал него фанк. Упркос свему, бенд је био задовољан његовим свирањем. Пјевач Ентони Кидис је био задивљен његовом упорношћу. Смит се придружио бенду у децембру 1988 и након неколико мјесеци су издали нови албум, Mother's Milk.

## Лични живот
Смит има старијег брата и старију сестру. Живи у Малибу у Калифорнији са својом другом женом, Nancy Mack са којом је у браку од 2004. године и има троје дјеце. Од 1996 до 1997, Смит је био у браку са Maria St John са којом има кћерку. Из других веза има још двоје дјеце.